# Felix Elofsson
Felix Elofsson (Åre, 30 settembre 1995) è uno sciatore freestyle svedese, specialista nelle gobbe.

## Biografia
In Coppa del Mondo ha esordito il 9 settembre 2012 ad Åre (36ª).
Nel 2018 ha preso parte ai XXIII Giochi olimpici invernali a Pyeongchang venendo eliminato nelle qualificazioni e concludendo in ventiquattresima posizione nella gara di gobbe.

## Palmarès

### Coppa del Mondo
- Miglior piazzamento in classifica generale: 32ª nel 2017.